# Bill Kreutzmann
William "Bill" Kreutzmann, född 7 maj 1946 i Palo Alto, Kalifornien, är en amerikansk trumslagare och slagverkare. 1964 var han med och bildade gruppen the Warlocks, som några år senare bytte namn till Grateful Dead. Kreutzmann har medverkat på i stort sett alla gruppens album och konserter fram tills den upplöstes 1995. I och med att gruppen fick två trummisar 1967 då Mickey Hart blev medlem i gruppen fick de tillsammans smeknamnet "the Rhythm Devils".

## Diskografi (urval)
Album med Rhythm Devils
- 1980 – The Apocalypse Now Sessions: The Rhythm Devils Play River Music
- 2008 – The Rhythm Devils Concert Experience (DVD)

Album med andra artister
- 1970 – Blows Against The Empire – (Paul Kantner och Jefferson Starship)
- 1971 – If I Could Only Remember My Name – (David Crosby)
- 1971 – James and the Good Brothers  – (James and the Good Brothers)
- 1971 – Powerglide – (New Riders of the Purple Sage)
- 1972 – Garcia – (Jerry Garcia)
- 1972 – Graham Nash / David Crosby – (Crosby & Nash)
- 1972 – Ace – (Bob Weir)
- 1972 – Demon in Disguise – (David Bromberg)
- 1972 – The Rowan Brothers – (The Rowan Brothers)
- 1973 – Fire Up – (Merl Saunders)
- 1974 – Wanted Dead or Alive – (David Bromberg)
- 1976 – Reflections – (Jerry Garcia)
- 1980 – Texican Badman – (Peter Rowan)
- 1980 – Livin' the Life – (The Rowan Brothers)
- 1987 – A Wing and a Prayer – (Matt Kelly)
- 1991 – Retrospective Dreams – (RJ Fox)
- 1992 – Fire Up Plus – (Merl Saunders)
- 1998 – Fiesta Amazonica – (Merl Saunders and the Rainforest Band)
- 2003 – Live at the Fillmore – Denver (DVD) – (The String Cheese Incident)
- 2004 – Now and Then – (The Rowan Brothers)
- 2005 – Out Beyond Ideas – (David Wilcox och Nance Pettit)
- 2008 – The Green Sparrow – (Mike Gordon)
- 2015 – Fare Thee Well: Celebrating 50 Years of the Grateful Dead
- 2017 – Garcia Live Volume Nine – (Jerry Garcia och Merl Saunders)